# Sospel
Sospel este o comună în departamentul Alpes-Maritimes din sud-estul Franței. În 2016 avea o populație de 3815 de locuitori.
Locuitorii sunt numiți Sospellois.

## Geografie

### Localizare
Sospel eset situată la 20 km de Menton, la aproximativ 350 altitudine, la porțile Parcului Național Mercantour.
Satul ocupă bazinul central format de trei văi:
- Bevera, la nord-vest si la sud
- Merlançon, la est.

### Geologie și relief

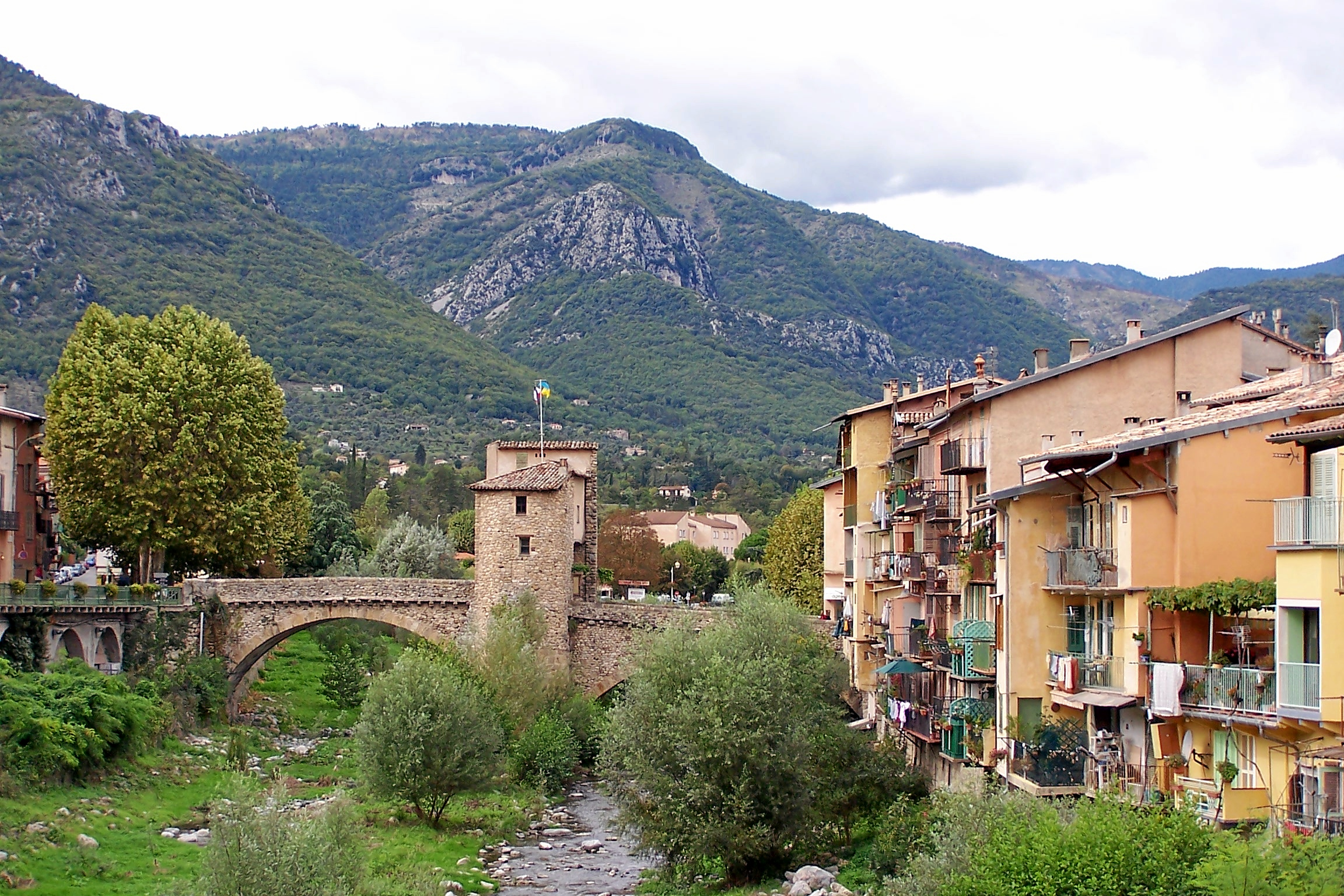
Privire panoramică a podului vechi de pe Bevera, Sospel

Comuna Sospel este înconjurată de un relief montan și se sprijină pe terenuri exclusiv sedimentare, suferind numeroase deformări. 
Ea este supusă la numeroase riscuri naturale. Printre ele se numără: riscuri de mișcare (alunecare) a solului, foc de pădure, inundație si seism. Teritoriul comunal este supus la un Plan de Prevenție a Riscurilor naturale previzibile, privind mișcările de pământ. Acest plac a fost aprobat la 7 august 2012.
Relieful înconjurător:
- Vârful Ters,
- Muntele Mulacier,
- Pasul Braus.

### Seismicitate
Întregul teritoriu al Sospelului este clasificat în zona 4 de risc seismic, prin decretul nr. 2010-1255 din 22 octombrie 2010. Este vorba de o zona de risc seismic mediu.

### Hidrografia și apele subterane
Cursurile de apă de pe teritoriul comunei sau în aval :
- Cu celebrul său Pod vechi, un Pod fortificat (Vamă) datânt din secolul XIII, unul dintre ultimele din Europa, Sospel este un sat medieval liniștit de pe malurile Beverei.
- Pârâurile Boretta, de Cuous, le Merlansson, de l'Albaréa, de Cuore,
- Torentul la Bévéra.

Comuna dispune :
- 2 foraje și 8 surse[7],
- o stație de tratare a apelor uzate cu o capacitate pentru 5.200 Locuitori[8].

### Urbanism
Comuna dispune de un d'un Plan local de urbanism.
Perimetrul Schemei de coerență teritorială (SCoT) pentru Riviera Franceză și Roya cuprinde 15 commune : Breil sur Roya, Sospel, la Turbie, Moulinet, Saorge, Tende, Beausoleil, Menton, Sainte Agnès, Fontan, Roquebrune cap Martin, Gorbio, Castellar, la Brigue, Castillon.

### Căile de comunicație și transport

#### Căi de acces rutier
Drumul departamental D 2566A, sau RD 2566A, este un drum departamental care face legătura între Sospel și Castillon și Menton prin tunelul Castillon.
De la prăbușirea unei pante a muntelui, în aprilie 2018, locuitorii din cătunele Béroulf și Sainte-Sabine trăiesc rupți de restul satului, fără acces rutier.

#### Transport în comun
- Calea ferată Nisa - Breil-sur-Roya - Tende - Trenul Minunilor
- Linia 15 Menton - Monti - Castillon - Sospel
- Autobuze școlare

### Comunitatea aglomerației Rivierei Franceze
Comunitatea aglomerației Rivierei Franceze este compusă, începând cu data de 1 ianuarie 2014 din 15 comune : Beausoleil, Breil sur Roya, La Brigue, Castellar, Castillon, Fontan, Gorbio, Menton,
Moulinet, Roquebrune Cap Martin, Sainte Agnès, Saorge, Sospel, Tende, La Turbie.

### Comune limitrofe
- nord-vest - Moulinet
- nord - Moulinet, Breil-sur-Roya
- nord-est - Breil-sur-Roya
- est - Olivetta San Michele( Italia)
- sud-est - Castellar
- sud - Peille, Castillon
- sud-vest - Peille
- vest - Lucéram

## Toponimie
Atestat în in loco Cespedelli la 1095, Cespeel  la 1157, Sospitello la 1474, după Albert Dauzat și Charles Rostaing, acest toponim provine din cuvântul latin Caespes, cespes : cabană și sufixul ellium.

## Istorie

### Din comitatul Ventimiglia până în comitatul Provence
Comună sub tutela Contilor de Ventimiglia în Evul Mediu, Sospel iși afirmă independența timpurie față de pretențiile contelui, forțată să acționeze de loialitate față de republica Genova care aveau interese în regiune. Sospel, prin urmare, caută protecția contelui de Provence, singura contragreutate a hegemoniei genoveze.
În 28 martie 1258, transferul Sospelului în Provence este eficient. Orașul principal al vicarului, Sospel câștigă importanță din punct de vedere administrativ. În 1258 existau doar 6 vicariate în comitatul Provence: Marseille, Hyères, Draguignan, Nisa, Grasse, Sospel (vicariatul de Vintimille - Valea Lantosque) și 4 bailliages : Toulon, Saint-Maximin, Brignoles, Puget-Théniers. Este suficient să notăm amploarea acestui vicariat pentru a judeca importanța acestui oraș medieval.
Schisma apuseană permite Sospelului să devină episcopie din 1378, punând presiune asupra noului episcop de Ventimiglia, care se stabilește definitiv în Sospel. În represalii, papa roman Urban al VI-lea numește un alt episcop în Ventimiglia. Un nou episcop, Pierre Marinaco, a fost numit în Sospel în 1384, iar acesta din urmă fiind promovat arhiepiscop în Famagusta (Cipru) părăsește postul. Ca urmare a alegerii unui al treilea pontif suveran în 1409 la Conciliul de la Pisa, Alexandru al V-lea, biserica romano-catolică, în plin haos, nu se interesează să găsească un înlocuitor pentru Pierre Marinaco și, prin urmare, Sospelul este fără episcop. Abia la sfârșitul anului 1411, episcopul de Ventimiglia a iertat Sospelul pentru infidelitățile sale episcopale din timpul schismei.

### Actul de alipire de Savoia
Față de războiul de succesiune pentru coroana provensală, declanșată de asasinarea reginei Ioana, Sospel, ca întregul comitat de Nisa, face act de alipire de Ducatul de Savoia în 1388. Pentru Sospel urmează o lungă perioadă de prosperitate, întreruptă de epidemii teribile de ciumă. Loialitatea contilor de Tende (celebrul Lascaris) față de contele de Savoia permite în sfârșit libera circulație a mărfurilor între Nisa și Torino, în beneficiul mai mare al comunității Sospelului. Din a doua jumătate a secolului al XV-lea, erezia valdeză începe să se stabilească pe văi și se organizează mari ruguri, ceea ce nu împiedică comerțul înfloritor. Dar un fapt major pune totul în discuție pe termen lung: în decembrie 1481, Provence este atașată de Franța. Comitatul Piedmont-Savoie întâlnește un nou vecin: regatul puternic al Franței.
Din 1614 până în 1796, Sospelul este sediul uneia dintre cele patru prefecturi aflate sub jurisdicția Senatul de la Nisa.
Sospelul a fost un sat foarte important în Evul Mediu, cu trecerea drumului de sare (existența unui castel din care există încă câteva ruine). De asemenea, erau prezenți mulți alchimiști la acea vreme.

### Al Doilea Război Mondial
Sospel a fost în timpul la Al Doilea Război Mondial în așa numita zonă liberă. În Sospel a fost deschisă o tabără de internare pentru evreii italieni  la sfârșitul anului 1942 și închis în mai 1943.

### Sospel astăzi
Sospel are din 2000 una dintre singurele companii bigofonică încă în activitate în Franța : cougourdons sospellois.
Au existat câteva în Belgia și Franța de la începutul anilor 1880 până la sfârșitul anilor 1930.

### Învățământ
Instituții de învățământ :
- Grădiniță și școală primară[17],
- Colegiu,
- Licee din Menton.

### Sănătate
- Profesioniști în sănătate: medici, kinetoterapeuți, asistente medicale[18].
- Spitale, centre de sănătate din Sospel, Breil-sur-Roya, Gorbio[19].

### Culte
Cult catolic, parohie: Sfântul Ștefan al Beverei, Eparhia de Nisa.

## Economie

### Afaceri și comerț

#### Agricultură
- Apicultor[21].
- Fermieri și crescători[22].
- Terase de măsline.

#### Turism
- Restaurante.
- Stațiune verde de vacanță și stație climatică de vară[23].

#### Magazine, servicii, meșteșuguri
Magazine și servicii locale la Sospel, Breil-sur-Royat, Peille.

## Cultura locală și patrimoniu

### Locuri și monumente
Patrimoniu religios:
- Catedrala Saint-Michel din Sospel: situată într-o piața marginită de case cu arcade din Evul mediu, ea este în stil baroc, numai clopotnița din secolul XI este din epoca lombardă[25]. Partea superioară a fațadei este din epoca pre-barocă romană. Cele două statui din interiorul nișelor reprezintă protectorii orașului Sospel « Saint-Hippolyte et Saint-Absende ». În stânga, în interiorul catedralei, se află «Fecioara Imaculată a Sospelului». Acest altar din trei părți a fost realizat de François Bréa membru al unei familii de pictori din Nisa din secolul XV și debutul secolului XVI, iar în dreapta altarului a Fecioarei îndurării în lemn sculptat.
- Capela Imaculatei Concepții a penitenților gri din Sospel.
- Capela Sfânta Cruce sau a Penitenților Albi.
- Memoriale[26] :

Monumentul eroilor,
Plăci comemorative.
Alte patrimonii:
- Podul vechi, cu siguranță simbolul și cel mai romantic loc din oraș[28]. Acest pod fortificat se întinde peste Bevera care taie în două părți orașul. A fost construit la începutul secolului XIII probabil în lemn și reconstruit în piatră în 1522[29]. Cele două arcade au fost aparent înlocuite în 1823 pe care s-a bazat reconstrucția. Conform tradiției, turnul său central ar fi servit drept cabină de taxare[30] între Piemont și Mediterană pe faimosul Drum Regal de sare între Nisa și Torino. Cele două arcade asimetrice au permis unui sistem de conducte să ducă apa în cartierele din stânga[29].Făcând legătura între cele două maluri ale Bevera, turnul său a servit ca locuință și a adăpostit diverse afaceri până în 1960[29]. A fost restaurat în întregime în 1953 cu materiale folosite la fața locului, după pagubele provocate în octombrie 1944 în timpul luptelor pentru eliberarea văii. În prezent, găzduiește în turnul său Cercul de studiu al patrimoniului și istoriei Sospelului</ref>.
- Piața Sf. Nicolae[31] · [32]: casele sale vechi pe arcade, fântâna sa medievală și pavajul de pietricele colorate. Conduce prin Strada Republicii până la Capela barocă Sfânta Cruce (locul concertelor de muzică barocă vara), Piața Sfânta Cruce.
- Piața Garibaldi și lavoarul său cu pereți pictați cu fresce colorate[33].
- Hotel de golf, construit de arhitectul danez Hans-Georg Tersling.
- Linia Maginot: La un kilometru de centrul satului, pe drumul către Nisa, Fortul Saint-Roch[34] este un adevărat oraș subteran la 50 de metri adâncime. Fortul făcea parte din linia Maginot din Alpi construiți în anii 1930 în regiune. Această structură militară a fost proiectată pentru a bloca valea Bevera, a acoperi pasul Brouis și ieșirea din tunelul feroviar Breil-sur-Roya. Un funicular care transporta muniția ducea la pozițiile de tragere și la camerele de artilerie. Periscoapele oferă o vedere interesantă a împrejurimilor. Deasupra Sospelului, de asemenea, se poate vizita Lucrarea fortificată Agaisen și Fortul Barbonnet.

### Personalități din Sospel
- Teologul iezuit Théophile Raynaud (1584-1663) s-a născut în  Sospel.
- Pictorița Georgette Piccon (1920-2004), moștenitoare a fauvismului, s-a născut în Sospel.
- În stânga, ieșind din biserică, o casă pe arcade, palatul Ricci, poartă o placă de marmură amintind că papa Pius al VII-lea a fost cazat acolo la 10 august 1809, când, la ordinul lui Napoleon I, a fost arestat în Statul Papal și adus în Franța.
- Place Saint-Michel a servit deseori ca platou de filmare pentru filme în costume de epocă (Un sac de billes (1975), Masca de fier (1962) și Fanfan la Tulipe (1952) avec Gérard Philipe, La proie etc.).
- Alfred Borriglione, primar din Nisa, deputat și senator al departamentului Alpes-Maritimes.
- Jules César Vachero (1586-1628), s-a născut în Sospel.
- Louis Odru.
- Antoine Thomas Gianotti (1870-1948), consilier, senator al Alpes-Maritimes.

### Viața militară
Unități care au fost cantonate la Sospel : 
- Al treilea regiment infanterie-alpină, 1939 - 1940.